# نهى لطفي
نهى لطفي (1980 -) ممثلة مصرية.

## عن حياتها
التحقت بمركز الإبداع ودرست التمثيل على يد المخرج (خالد جلال) فكانت بدايتها بالمسرح، لتشارك في أكثر من عمل مسرحي منها (هبوط اضطراري) و(أيامنا الحلوة). كما شاركت في بطولة حلقات (الجراج) الذي قام ببطولته مجموعة من الشباب من مركز الإبداع، وعملت بعد ذلك بالعديد من المسلسلات التلفزيونية، منها (شاهد اثبات، الزناتي مجاهد، الرجل العناب).

## أعمالها

### من الأفلام
- ماشيين بالعكس 2008

### من المسلسلات
- أريد رجلًا 2015
- الرجل العناب 2013
- عرفة البحر 2012
- الزناتي مجاهد 2011
- شاهد اثبات 2010
- القطة العميا 2010
- مش ألف ليلة وليلة 2010
- لمبه شو 2008 - سيت كوم
- جراج 2006 - سيت كوم
- شاهد إثبات 1987

### من المسرحيات
- الإسكافي ملكاً 2008
- هبوط اضطرارى 2008
- طقوس الموت والحياة 2013

## روابط خارجية
- نهى لطفي على موقع الدهليز
- نهى لطفي على موقع قاعدة بيانات الأفلام العربية